# Alexandre-Édouard Kierzkowski
Alexandre-Édouard Kierzkowski właśc. Aleksander Edward Kierzkowski herbu Krzywda (ur. 21 listopada 1816 w Raczycach, zm. 4 sierpnia 1870 w Saint-Ours) – żołnierz powstania listopadowego, inżynier i kanadyjski polityk polskiego pochodzenia.

## Życiorys
Urodził się w Raczycach koło Odolanowa (Wielkie Księstwo Poznańskie) jako syn majora Filipa Jakuba (napoleończyka, oficera wojsk polskich) i Marianny Ludwiki Liebermann. Został ochrzczony 25 października 1817 roku w Kościele pw. św. Marcina w Odolanowie. W wieku 14 lat wstąpił do Wojska Polskiego w czasie powstania listopadowego. Służył w 7. Pułku Strzelców Pieszych, awansowany tam do stopnia podporucznika. Po klęsce wyemigrował do Francji, gdzie w 1838 roku ukończył Paryską École Centrale des Arts et Manufactures, a w 1841 z dyplomem inżyniera budownictwa. W roku 1839 wynalazł kabinę prysznicową. Był członkiem Towarzystwa Przyjaciół Przemysłu (fr. Société Polonaise des Amis du Progrés de l'Industrie) założonego 6 września 1841 roku, celem którego "miało być udzielanie pewnych wiadomości technicznych, które by w Polsce mogły być użyteczne".
W 1841 roku wyemigrował, a do Kanady dotarł w 1842 roku. 15 maja 1845 roku poślubił Louise-Amélie Debartzch, córkę Pierre-Dominique Debartzcha i poprzez małżeństwo został seigneurem majątków Saint-François-le-Neuf, Cournoyer, Debartzch i L’Assomption. Miał z nią dwóch synów, którzy zmarli jako kawalerowie. W tym samym dniu siostrę jego żony poślubił jego przyjaciel, Édouard-Sylvestre Rottermund. Kierzkowski pracował jako inżynier w Departamencie Robót Publicznych m.in. przy budowie kanału Beauharnais. Był założycielem i dyrektorem Towarzystwa Rolniczego Dolnej Kanady (Agricultural Society of Lower Canada) w 1852 roku. Opracował cenny podręcznik agrotechniki, który był wielokrotnie wydawany. Później został jeszcze sędzią pokoju i majorem milicji w 1855 roku, a 13 listopada 1862 podpułkownikiem.
2 listopada 1858 roku został wybrany do Rady Ustawodawczej z Montarville, a 13 lipca 1861 roku do Zgromadzenia Ustawodawczego z Verchères. W obu przypadkach został usunięty z nich, ponieważ wartość nieruchomości, które posiadał nie uznano za wystarczającą. 21 października 1868 roku, po śmierci swojej pierwszej żony, ożenił się z Caroline-Virginie, kuzynką jego żony i córką François-Roch de Saint-Ours. Miał z nią jedną córkę. 10 września 1867 roku został wybrany do pierwszej Izby Gmin Kanady z okręgu Saint-Hyacinthe-Bagot. Był inicjatorem licznych aktów prawnym pobudzających rozwój kanadyjskiego rolnictwa. Zmarł 4 sierpnia 1870 roku Saint-Ours pełniąc urząd deputowanego.

## 1867 Wybory do pierwszej Izby Gmin Kanady - Saint-Hyacinthe-Bagot
| Partia                                 | Partia                                            | Kandydat                      | Głosy |
| -------------------------------------- | ------------------------------------------------- | ----------------------------- | ----- |
|                                        | Partia Liberalna Kanady / Liberal Party of Canada | Alexandre-Édouard Kierzkowski | 1,107 |
|                                        | Nieznana                                          | Rémi Raymond                  | 929   |
| źródło: Kanadyjska baza danych wyborów |                                                   |                               |       |